# Milan Kokš
Milan Kokš (* 25. května 1940 Pardubice) je bývalý československý hokejový útočník (centr).

## Hráčská kariéra
Odchovanec pardubického hokeje, jehož hokejové začátky jsou spojeny se zamrzlým Matičním jezerem. Zde ho objevil trenér Bohuslav Rejda. Do první ligy nakoukl v osmnácti letech v sezóně 1958/1959, kdy odehrál první dva zápasy. Následovala základní vojenská služba v Dukle Litoměřice, po návratu do Pardubic vytvořil obávanou útočnou formaci ve složení Stanislav Prýl – Milan Kokš – Zdeněk Špaček. Útok se po jeho odchodu a odchodu Špačka do ZKL Brno rozpadl. Za Pardubice odehrál úctyhodných 343 utkání. V Brně odehrál dalších 5 sezon, kde se dočkal také medailových umístění – dvě druhá a jedno třetí místo. Závěr kariéry strávil ve druhé lize za tým TJ Prostějov, odehrál zde ještě dvě sezóny.
Za reprezentaci hrál dva roky, během nichž se zúčastnil jednoho MS, které se konalo v jugoslávských městech Lublaň, Záhřeb a Jesenice, tým se umístil na druhém místě. Přestože na turnaj odejel jako náhradník, odehrál celý turnaj. „V roce 1966 jsem byl náhradníkem na mistrovství světa, v pozici čtvrtého centra jsem odjel na šampionát. Přitom se hrálo jen na tři lajny. Hrál jsem místo zraněného Jaroslava Holíka a když se vrátil do sestavy, tak si Josef Černý zlomil nohu a já hrál dál. Obehrál jsem celé mistrovství světa a myslím si, že bylo úspěšné.“ 
V reprezentaci odehrál 17 zápasů a vstřelil 7 gólů.

## Další kariéra
Na rozdíl od některých hokejistů nepokračoval u hokeje jako trenér, ale jako rozhodčí. I přes vyšší věk se propracoval do nejvyšší soutěže. Trenérská kariéra ho nakonec taky neminula, v letech 1975–1980 se věnoval žákovským kategoriím v Ingstavu, v sezonách 1999 až 2000 vedl také reprezentační družstvo žen České republiky.